# Bob Rau
Bantwal Ramakrishna "Bob" Rau (1951 – Los Altos, Califórnia, 10 de dezembro de 2002) foi um engenheiro de computadores e membro da Hewlett-Packard (HP).
Fundou e foi engenheiro chefe da Cydrome, onde participou no desenvolvimento da tecnologia VLIW (Very Long Instruction Word) agora comum nas modernas Unidades Centrais de Processamento. Rau recebeu o Prêmio Eckert–Mauchly de 2002.
A IEEE Computer Society estabeleceu o "B. Ramakrishna Rau Award" em sua memória.